# Campeonato Nacional de Futebol de Praia
O Campeonato Nacional de Futebol de Praia é a segunda competição de futebol de praia de Portugal. Criado em 2015. 

## Nacional de Futebol de Praia
O Campeonato Nacional de Futebol de Praia é um torneio de âmbito nacional disputado em Portugal nos meses de Julho e Agosto sob a égide da Federação Portuguesa de Futebol. A competição começou em 2015 sob a égide da FPF, O vencedor é o efetivo Campeão do Nacional de Futebol de Praia. 
O torneio conta com duas fases distintas, com apenas alguns dias de intervalo de cada fase sob o sistema de fase de Grupos (zona Norte/zona Cento/zona Sul) e Play-off (best 4). O vencedor e finalistas ascendem ao Campeonato de Elite.
| Edição |                 | Campeão                | Segundo classificado              | Semi-finalistas |
| 2015   | Varzim SC       | CB de Loures           | GD Alfarim & Armacenenses         |                 |
| 2016   | CD Nacional     | Vila Franca do Rosário | ACD Sótão & GD Chaves             |                 |
| 2017   | Leixões SC      | Varzim SC              | CB Caldas da Rainha & GD Chaves   |                 |
| 2018   | GD Alfarim      | GD Sesimbra            | SC Salgueiros & CF Chelas         |                 |
| 2019   | ACD Sótão       | GD Chaves              | Buarcos 2017 & São Domingos       |                 |
| 2020   | Varzim SC       | Buarcos 2017           | CD Nacional & OS Belenenses       |                 |
| 2021   | Leixões SC      | São Domingos           | Meirinhas & Os Nazarenos          |                 |
| 2022   | GD Chaves       | OS Belenenses          | CB de Loures B & CD Nacional      |                 |
| 2023   | AD Nazaré 2022  | Vila Flor SC           | GD Sesimbra & GD Alfarim          |                 |
| 2024   | GDU Ericeirense | GD Alfarim             | Caxinas-Poça Barca & Buarcos 2017 |                 |

## Palmarés
| Clube           | Títulos | Anos dos Títulos |
| Varzim SC       | 2       | 2015, 2020       |
| Leixões SC      | 2       | 2017, 2021       |
| CD Nacional     | 1       | 2016             |
| GD Alfarim      | 1       | 2018             |
| ACD Sótão       | 1       | 2019             |
| GD Chaves       | 1       | 2022             |
| AD Nazaré 2022  | 1       | 2023             |
| GDU Ericeirense | 1       | 2024             |